# Onkruidbestrijding

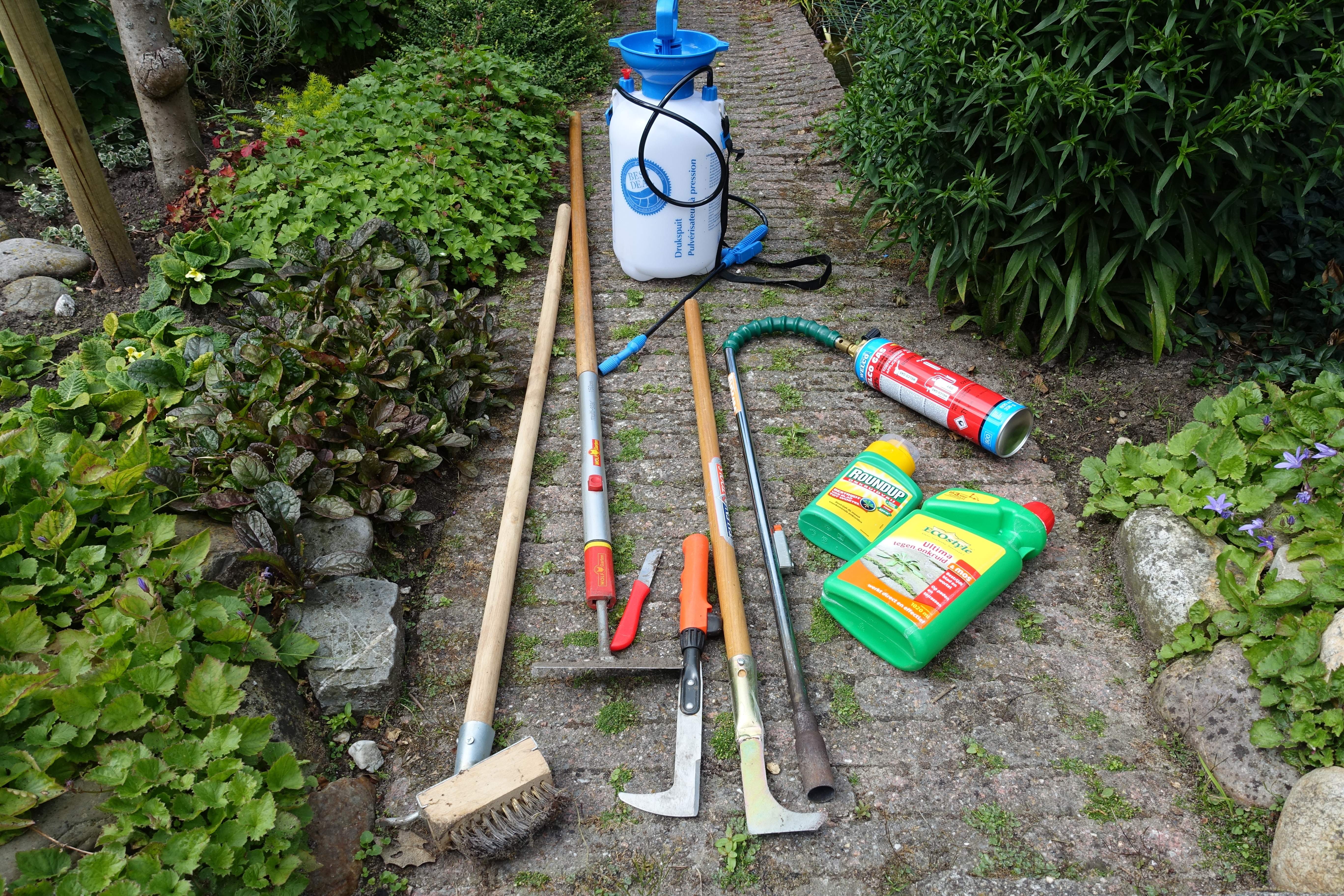
Gereedschap en middelen voor onkruidbestrijding door particulieren

Onkruidbestrijding is de bestrijding van de op een bepaalde plaats ongewenste, wilde of verwilderde planten. De onkruiden worden bestreden omdat ze schadelijk, hinderlijk of anderszins ongewenst zijn. De belangrijkste methoden zijn chemische en mechanische onkruidbestrijding, waardoor de planten in hun groei worden geremd of worden verwijderd.
Onkruidbestrijding wordt toegepast in de akkerbouw, tuinbouw en bosbouw als bescherming tegen door planten veroorzaakte plagen en ziekten en tegen concurrentie door onkruiden. Onkruidbestrijding wordt toegepast door beheerders de openbare ruimte, zoals watergangen, wegen, bermen, pleinen en plantsoenen, om deze te vrijwaren van ongewenste plantengroei.

## Methoden

### Mechanisch

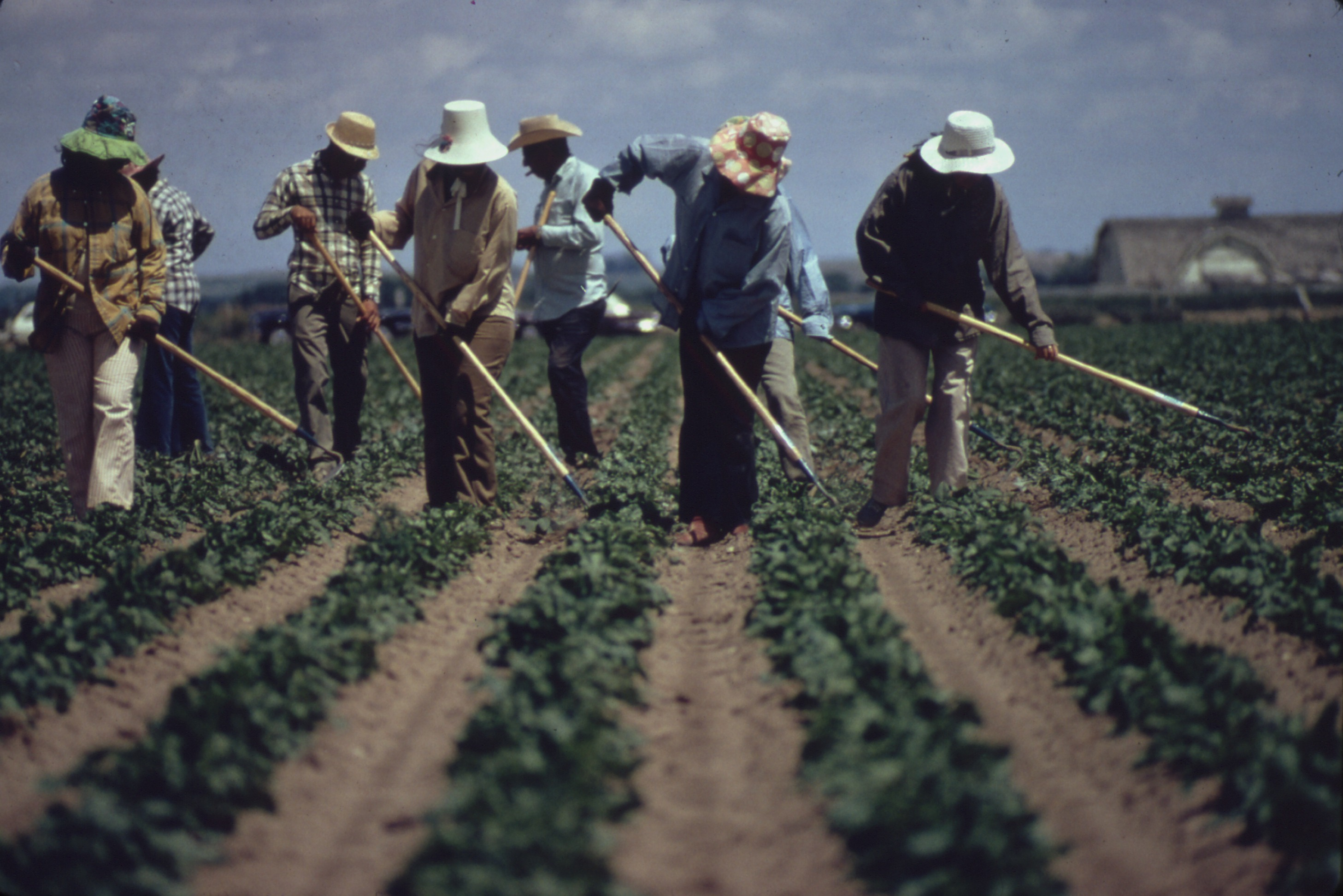
Mechanische onkruidbestrijding in de VS, 1932

Mechanische onkruidbestrijding vindt plaats door toepassing van de juiste beheersmaatregelen met behulp van werktuigen, machines en gereedschappen. Mechanische bestrijding is minder belastend voor het milieu dan bestrijding met een herbiciden, een chemisch bestrijdingsmiddel van planten. Ook beheersmaatregelen als maaien, begrazen, het regelen van de waterstanden kunnen bijdragen aan de bestrijding van onkruid (ongewenste planten). Het toepassen van bodembedekkers of mulchen in tuinen gaat ook de groei van onkruid tegen.
Mechanische hulpmiddelen die particulieren gebruiken zijn schoffels, krabbers en borstels voor het weghalen van onkruid in voegen of een mesje. Ook kan onkruid met de hand uitgetrokken worden; dat wordt wieden genoemd. Bij het mechanisch weghalen van wortelonkruid moet ervoor gezorgd worden dat de gehele (pen)wortel of het gehele wortelgestel wordt verwijderd, opdat de plant niet terugkomt. Bij sommige planten, zoals zevenblad, moet dat vrijwel dagelijks gebeuren om de plant volledig weg te krijgen, omdat zelfs het kleinste stukje achtergebleven wortel weer uitloopt. Paardenbloemen zijn een voorbeeld van een plant met een penwortel, die geheel uit de grond getrokken moet worden om opnieuw uitlopen te voorkomen.
Een nadeel van mechanisch verwijderen met de hand is het tijdsbeslag, maar ook fysiek belasting van de uitvoerders. Dit laatste kan voorkomen worden door niet te bukken, maar door op de knieën te zitten.
De aanwezigheid van onkruid op straat kan bestreden door zand en vuil regelmatig weg te vegen.

### Chemisch

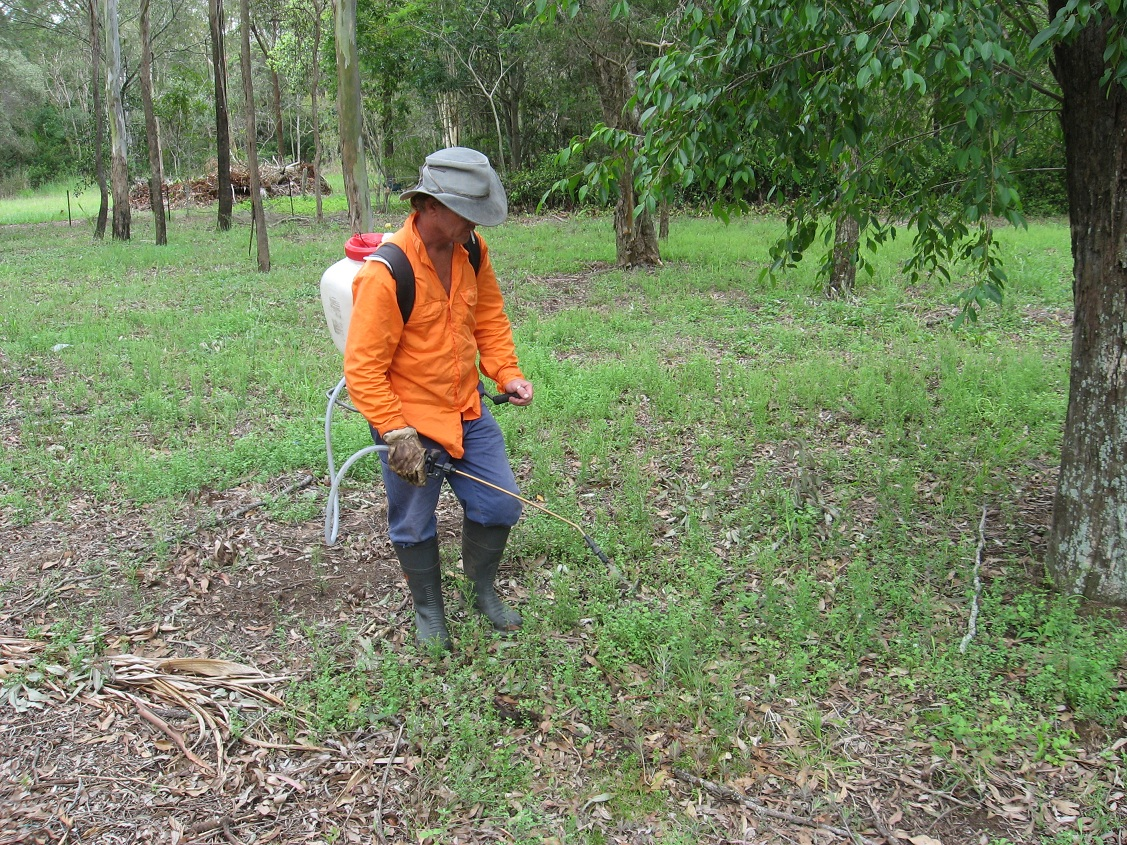
Chemische onkruidbestrijding

Chemische onkruidbestrijding vindt plaats met chemisch bestrijdingsmiddelen (pesticiden, biociden, gewasbeschermingsmiddelen). Herbiciden zijn stoffen die worden gebruikt als bescherming tegen onkruiden. Chemische bestrijdingsmiddelen zijn chemische stoffen die toxisch zijn voor het te bestrijden organisme. Het te beschermen gewas en de consument moeten daarbij minder gevoelig zijn voor de giftige werking van de stof, dan het te bestrijden organisme. Vele bestrijdingsmiddelen zijn alleen werkzaam voor hogere planten en werken niet bij mos of algen.
Chemische bestrijdingsmiddelen werken optimaal tijdens de groeiperiode van het gewas (tussen maart en september) en moeten worden toegepast als er niet te veel wind staat en vooral als het niet regent of zal gaan regenen.
Een veel gebruikt middel is glyfosaat, dat werkzaam is tegen veel onkruidsoorten. Het is in Nederland voor particulieren toegelaten, hoe wel het onderzoek naar de mogelijke kankerverwekkendheid in 2017 nog niet afgerond is. Ook MCPA is een veelgebruikt middel. In het middel TopGun van Ecostyle, dat een milieuvriendelijk alternatief wil zijn, wordt vetzuren en kaliumzouten van vetzuren gebruikt. In het middel Ultima van hetzelfde bedrijf zit maleïnehydrazide, een stof die het kiemen beperkt. Deze stof is schadelijk voor insecten en waterdieren.
Een chemische bestrijding is ook het gebruik van al dan niet verdunde azijn. Dit wordt ook wel gecombineerd met zout of afwasmiddel. Dit is weliswaar goedkoop en effectief maar ook schadelijk voor het milieu. Azijn, zout en chloor zijn in Nederland niet toegelaten voor gebruik tegen onkruid.

### Fysisch

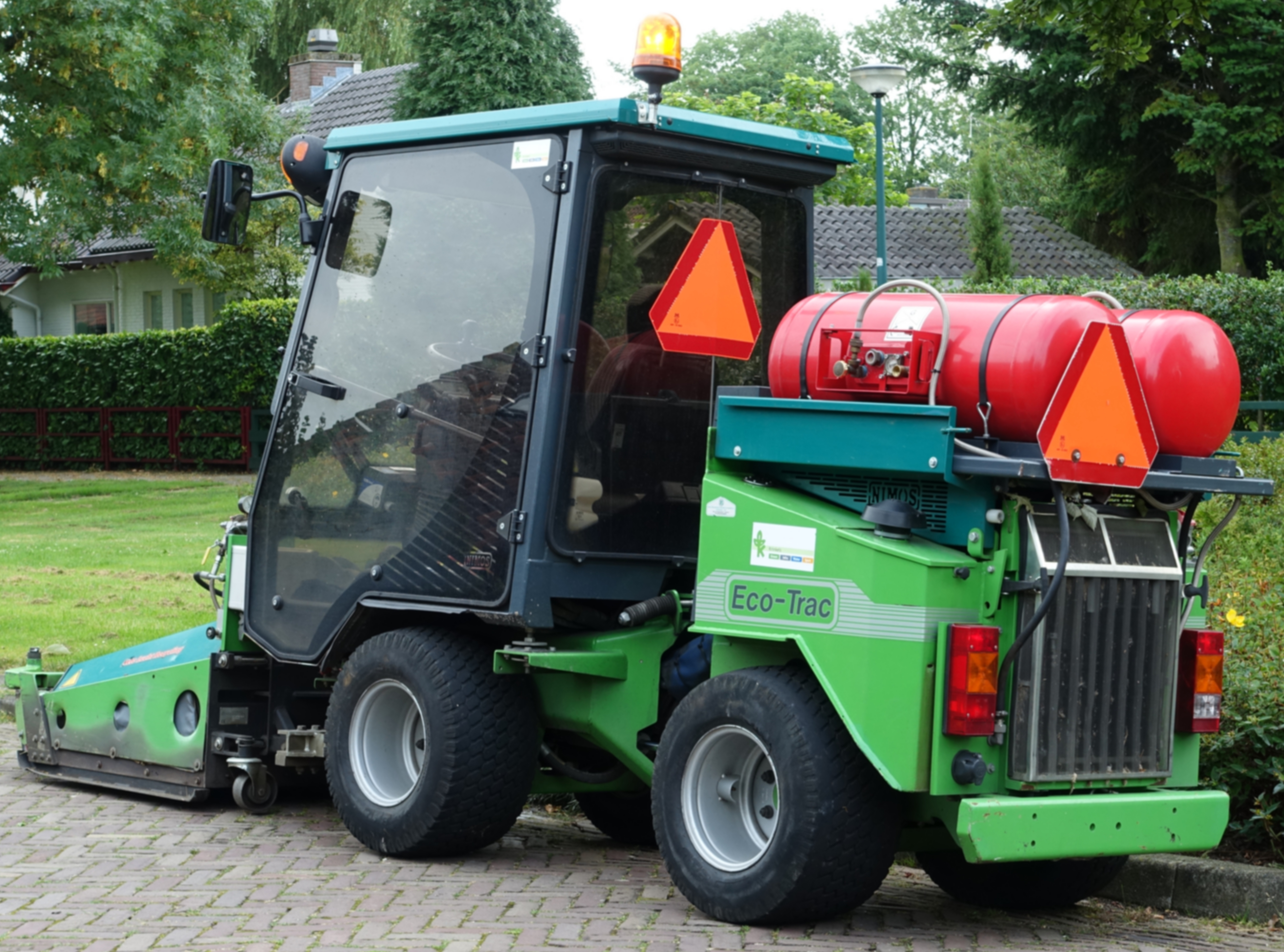
Onkruidbrander met een hete plaat

Fysische onkruidbestrijding kan gebeuren door branden met speciale branders, die werken op een tank of busje gas. 
Gemeenten kunnen op de bestrating van wegen, pleinen, trottoirs machinale onkruidbranders gebruiken. Er bestaan verschillende types:
- Het vuur raakt direct de planten.
- Het vuur verwarmt een metalen plaat tot enkele honderden graden Celsius, de hete lucht die hierdoor ontstaat wordt met een ventilator tegen de kruiden geblazen die daardoor verdorren. De behandeling moet vaak meerdere malen herhaald worden.

Ook gebruikt men wel heet water om de planten te doden.